# Benjamin Frankel
Benjamin Frankel (ur. 31 stycznia 1906 w Londynie, zm. 12 lutego 1973 tamże) – brytyjski kompozytor.

## Życiorys
Był synem żydowskich emigrantów z Polski, jego ojciec był dozorcą synagogi w Warszawie. Jako dziecko kształcił się na zegarmistrza, przez pewien czas przebywał w Niemczech, gdzie zaczął uczyć się muzyki. Początkowo występował w kawiarniach jako muzyk jazzowy, grając na skrzypcach i fortepianie. W zakresie kompozycji pozostał w dużej mierze samoukiem, przez krótki tylko czas uczęszczał do Guildhall School of Music and Drama w Londynie. Od 1946 do 1973 roku pełnił funkcję wykładowcy tej uczelni. 
Był autorem ścieżek dźwiękowych do przeszło 40 filmów krótko- i długometrażowych, m.in. The Man in the White Suit (1951) i Noc iguany (1964). Jego muzyka, utrzymana w ramach tradycyjnego stylu i tonalnej harmoniki, cechuje się prostotą i łatwością percepcji.
Zaangażowany w działalność polityczną, przez wiele lat był członkiem Komunistycznej Partii Wielkiej Brytanii. Wystąpił z niej w 1952 roku, po procesie Rudolfa Slánskiego.

## Wybrane kompozycje
(na podstawie materiałów źródłowych)

### Utwory orkiestrowe
- Koncert skrzypcowy (1951)
- 7 symfonii (I 1952, II 1962, III 1964, IV 1966, V 1967, VI 1969, VII 1969)
- preludium Mayday (1950)
- Mephistopheles Serenade and Dance (1951)
- Concertante Lirico na smyczki (1953)
- Serenata concertante na trio fortepianowe i orkiestrę (1961)
- A Catalogue of Incidents in Romeo and Juliet na instrumenty dęte (1966)
- Koncert altówkowy (1966)
- Overture for a Ceremony (1970)
- Pezzi melodici (1972)

### Utwory kameralne
- 5 kwartetów smyczkowych (I 1944, II 1945, III 1947, IV 1948, V 1965)
- Trio smyczkowe (1944)
- 2 sonaty na skrzypce solo (I 1944, II 1962)
- 3 Poems na wiolonczelę i fortepian (1950)
- Kwintet na klarnet i smyczki (1953)
- Kwartet fortepianowy (1953)
- Bagatelles na 11 instrumentów (1959)
- Pezzi pianissimi na klarnet, wiolonczelę i fortepian (1964)

### Utwory wokalno-instrumentalne
- The Aftermath na tenora, trąbkę, harfę i smyczki (1947)
- 8 Songs na głos średni i fortepian (1959)

### Opera
- Marching Son (1972–1973)